# Nuklearny cieplny silnik rakietowy

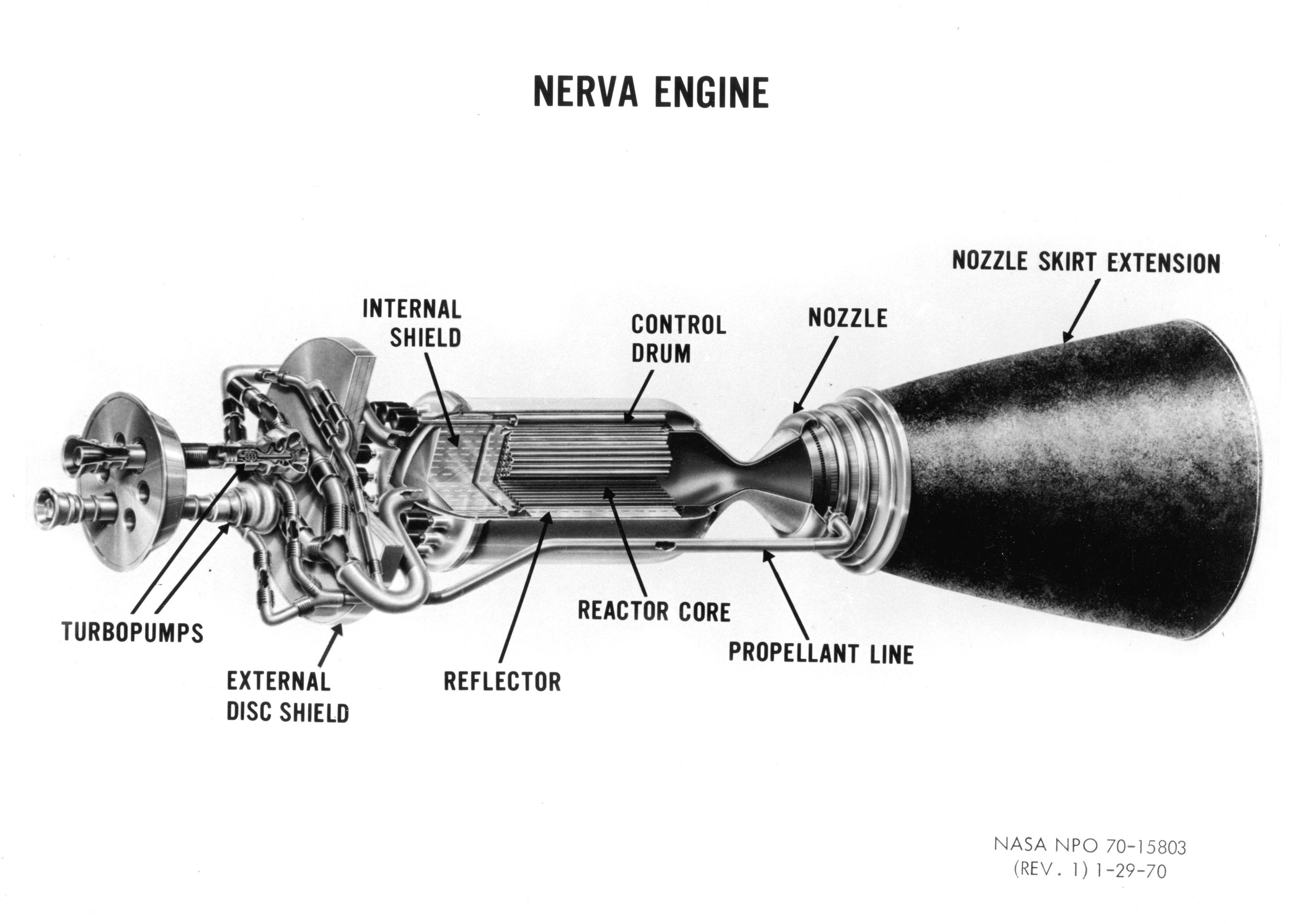
Schemat silnika z projektu NERVA

Nuklearny silnik rakietowy – silnik rakietowy, w którym czynnik roboczy podgrzewany jest nie przez spalanie, lecz przez reaktor nuklearny.
Czynnik roboczy ze zbiornika tłoczony jest przez reaktor, gdzie nagrzewa się do wysokiej temperatury, co powoduje wzrost jego objętości. Gaz z dużą prędkością wyrzucany jest przez dyszę, co wywołuje ciąg.
O efektywności napędu rakietowego decyduje prędkość wylotowa gazu z dyszy, która dla podgrzanego gazu jest nie większa niż prędkość cieplna cząsteczek, a ta jest proporcjonalna do pierwiastka kwadratowego z temperatury gazów wylotowych, a odwrotnie proporcjonalna do pierwiastka kwadratowego ich masy cząsteczkowej. Reaktor mógłby nagrzewać gaz do bardzo wysokiej temperatury, ale ograniczeniem jest wytrzymałość materiałów, z których jest on wykonany, co powoduje, że temperatura nie może być znacznie wyższa niż temperatura gazów wylotowych rakiet na paliwo chemiczne. Jednak silnik nuklearny może używać wodoru, którego masa cząsteczkowa jest równa 2 (H
2), podczas gdy średnia masa cząsteczkowa gazów spalinowych (H
2O) wynosi około 18. Dla rakiet pracujących w atmosferze Ziemi efektywność silnika rakietowego określa wytworzony popęd na jednostkę ciężaru paliwa, zwany impulsem właściwym. Rakietowy silnik nuklearny ma impuls właściwy rzędu 850 sekund, podczas gdy najwydajniejsze silniki chemiczne mają impuls właściwy 450 sekund.

## Historia
Koncepcję wykorzystania reaktora atomowego do napędu rakiet balistycznych zaproponowały w 1946 firmy North American Aviation, Inc. i Douglas Aircraft Company w swoich raportach dla USAF. Raporty te zostały utajnione, ale w styczniu 1947 grupa naukowców z Uniwersytetu Johnsa Hopkinsa opisała możliwość zbudowania nuklearnego silnika rakietowego. W 1948 silnik taki został opisany przez Brytyjczyków Cleavera i Shepharda oraz (niezależnie od nich), Chińczyka Qiana Xuesena z MIT. Pomysłów jednak nie rozwijano, jako nieprzydatnych w zastosowaniach bojowych, a także z powodu trudności technicznych (ówczesne materiały nie wytrzymywały temperatury potrzebnej do efektywnego działania silnika).
W początku lat 50. XX wieku powrócono do badań, głównie pod wpływem prac Roberta Bussarda, który twierdził, że poprzednie opracowania są zbyt ostrożne. Bussard (pracujący w Oak Ridge National Laboratory nad koncepcją samolotu o napędzie nuklearnym) twierdził, że nuklearny silnik rakietowy może być lepszy niż silniki konwencjonalne dla rakiet dalekiego zasięgu, mających przenosić ładunki o dużej masie. Pod jego wpływem w 1955 w USAF postanowiono wznowić prace nad takim silnikiem.
Pierwsze silniki, oznaczone jako Kiwi-A uruchomiono w 1959 i 1960. Testowano w nich budowę reaktorów i grafitowe powłoki ochraniające przed wysoką temperaturą. Jako czynnika roboczego używały one sprężonego wodoru.
W międzyczasie rakieta Atlas wykazała, że silniki na paliwo chemiczne są wystarczające do napędu pocisków balistycznych i wojsko straciło zainteresowanie silnikami nuklearnymi. Jednak na skutek rozpoczęcia wyścigu kosmicznego, badaniami nad silnikiem nuklearnym zajęło się Space Nuclear Propulsion Office (SNPO) pracujące dla NASA.

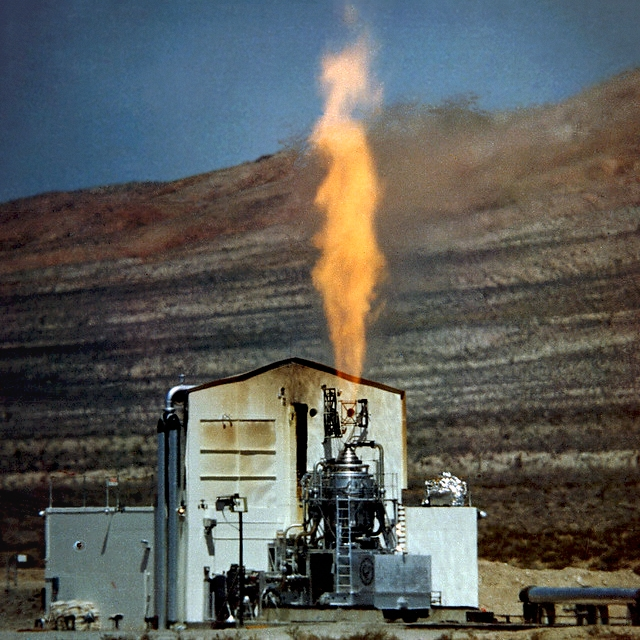
Pracujący Kiwi-A. Widoczny płomień jest rezultatem spalania się wodoru w atmosferze. W przestrzeni kosmicznej struga gazów jest niewidoczna

Dobre wyniki Kiwi-A były zachętą do powstania programu NERVA (Nuclear Engine for Rocket Vehicle Application), prowadzonego przez SNPO. W jego ramach testowano silniki Kiwi-B, gdzie używano płynnego wodoru (zbiorniki do przechowywania płynnego wodoru mają masę 2 tysiące razy mniejszą, niż zbiorniki do przechowania takiej samej ilości sprężonego wodoru).

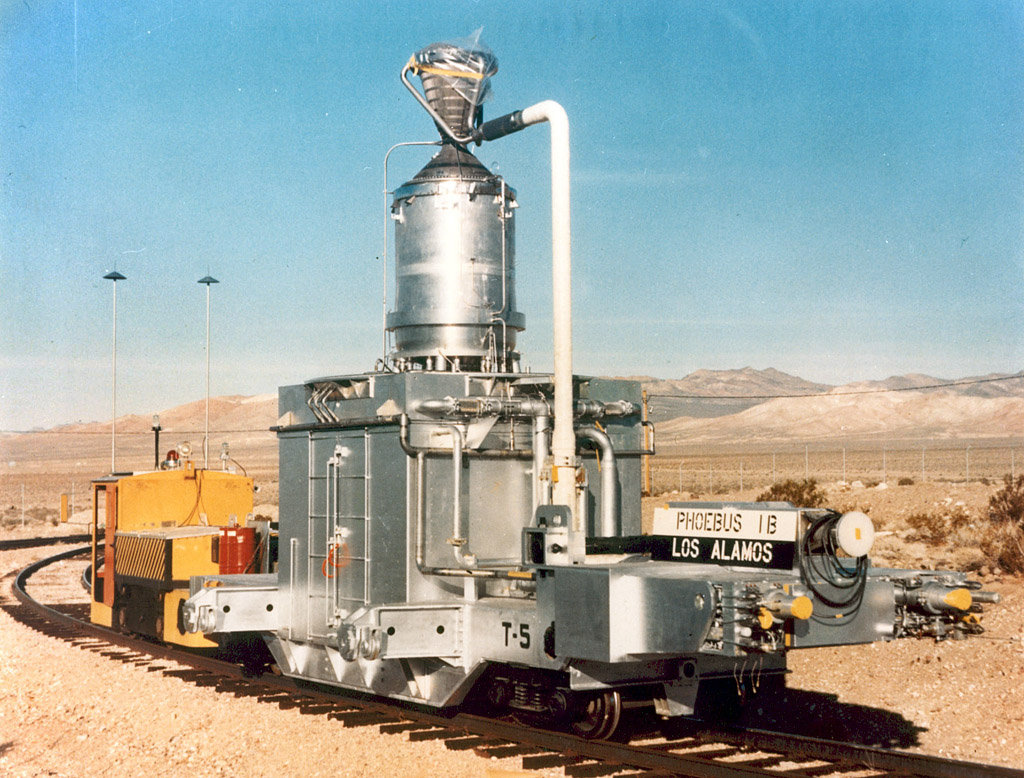
Silnik Phoebus w drodze na stanowisko testowe

Pierwszy test Kiwi-B przeprowadzono w grudniu 1960. Kiwi-B pracowały przy temperaturze 2300 K, miały moc 1100 kW i mogły osiągnąć ciąg 27,5 T(w przestrzeni kosmicznej). W czerwcu 1965 Kiwi zostały zastąpione przez silnik Phoebus.
Rezultaty testów były zadowalające. Jednak po lądowaniu na Księżycu NASA porzuciła plany załogowego lotu na Marsa i skierowała wysiłki oraz finanse na program promu kosmicznego. W 1973 zaprzestano prac nad NERVA. Dopiero w 2019 Kongres USA przyznał 125 milionów dolarów na prace nad nuklearnym silnikiem rakietowym.
Podobny silnik opracowano w ZSRR. RD-0410, konstruowany od 1965 miał 10 testowych odpaleń i przepracował w sumie 60 minut. Rozpad Związku Radzieckiego spowodował zakończenie programu.
W międzyczasie w różnych ośrodkach naukowych na świecie prowadzono prace teoretyczne i eksperymenty częściowe, używając nowych materiałów, odpornych na wysoką temperaturę, materiałów rozszczepialnych o małej masie krytycznej oraz innych typów reaktorów. Rozważane jest też użycie fuzji jądrowej, co pozwoliłoby na uzyskanie silników o impulsie właściwym rzędu 10 tysięcy sekund. Prace te są kontynuowane

## Budowa
Silnik nuklearny składa się z pięciu głównych części: reaktora, pompy podającej czynnik roboczy, dyszy wylotowej, obudowy i urządzeń kontrolno-sterujących.

### Reaktor
W programie NERVA stosowano reaktory na uran-235. Pręty paliwowe z grafitu, o przekroju sześciokątnym, miały wzdłuż 19 kanałów o średnicy 2,5 mm, którymi przepływał wodór, ogrzewając się do temperatury ponad 2300 K. Obrotowe pręty sterujące umieszczone były na obwodzie rdzenia.

### Pompa zasilająca
Pompa musi tłoczyć wodór z wydajnością rzędu kilku ton na minutę. W programie NERVA pompa wirowa odśrodkowa, zasilająca silnik, zużywała 5 MW. Przewiduje się, że turbopompa zasilająca silnik, napędzana częścią wodoru skierowaną z reaktora, będzie zużywać około 3% gazów wylotowych.

### Dysza
Gorący gaz z reaktora, przechodząc przez gardziel dyszy, jest rozpędzany do prędkości dźwięku, a następnie rozpręża się, obniżając swoją temperaturę i zwiększając prędkość. Ponieważ na dyszę działa cała siła ciągu, musi ona być wytrzymała mechanicznie. Jednocześnie musi być odporna na działanie gorących gazów wylotowych. Osiąga się to przez użycie odpowiednich stopów, a przez ściany dyszy biegną kanały chłodzące, przez które przepływa wodór przed wejściem do reaktora.

### Sterowanie

#### Sterowanie mocą
Zwiększanie mocy silnika nuklearnego odbywa się przez zwiększanie ilości czynnika roboczego przepływającego przez reaktor (zwiększenie wydajności pompy podającej). Wodór, przepływając przez paliwo nuklearne, jest też moderatorem, nie jest potrzebne dodatkowe regulowanie mocy reaktora, gdyż większy przepływ będzie powodował jednoczesne zwiększenie mocy reaktora. W ten sposób gazy wylotowe utrzymują stałą temperaturę.

#### Sterowanie ciągiem
Dysze silników na paliwo chemiczne, wraz z komorą spalania zawieszone mogą być na specjalnych przegubach, co umożliwia sterowanie wektorem ciągu. W przypadku silnika nuklearnego rodzi to dodatkowe problemy, ponieważ najprostsza jest konstrukcja, w której dysza przytwierdzona jest do obudowy reaktora, przez co należy odchylać cały masywny silnik.

## Działanie

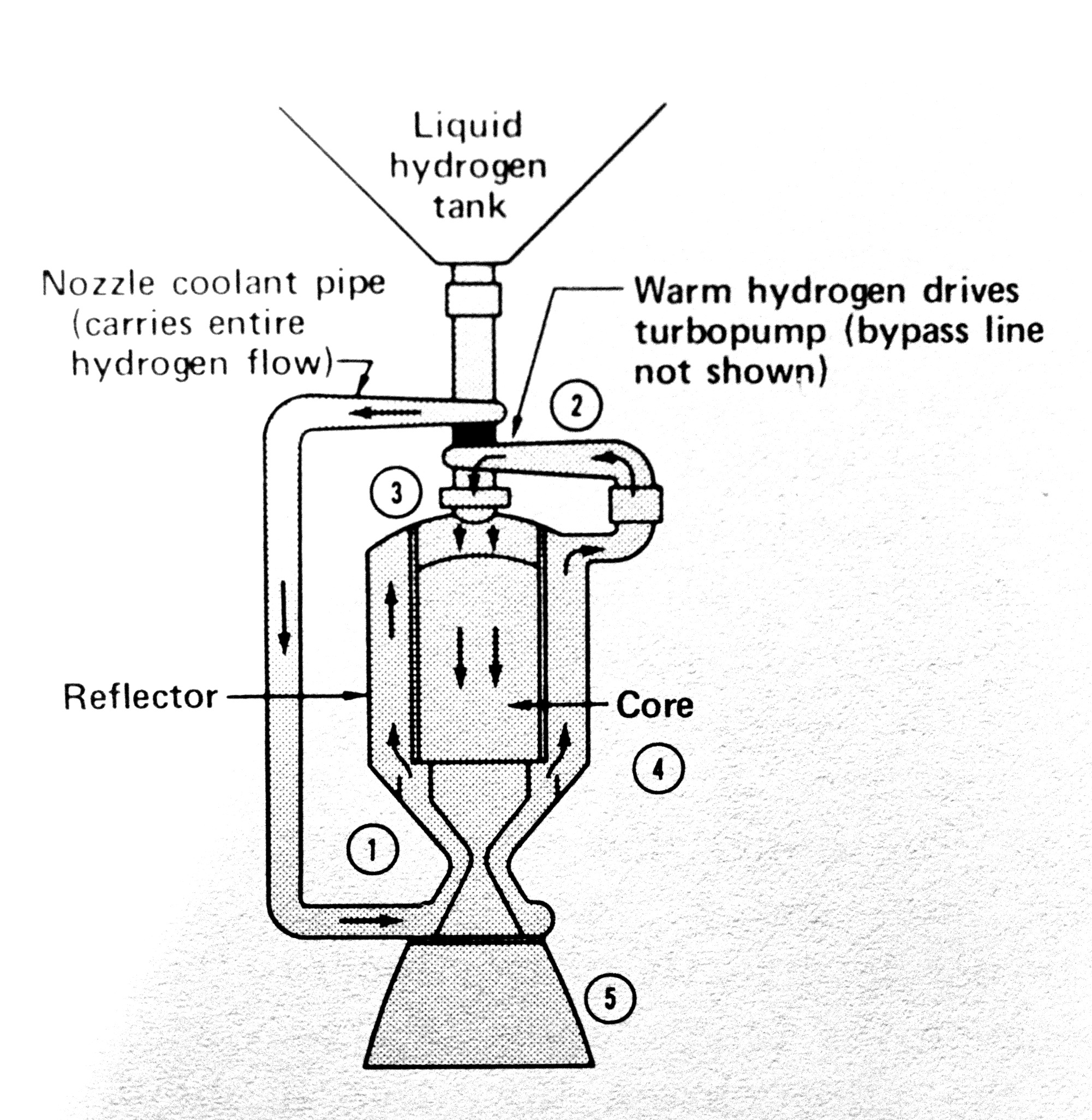
Schemat przepływu wodoru w silniku

Ciekły wodór ze zbiornika jest tłoczony przez turbopompę do kanałów chłodzących w dyszy, a następnie w płaszczu reaktora. Stamtąd przechodzi do rdzenia reaktora, gdzie, przepływając przez pręty paliwowe, ogrzewany jest do jak najwyższej temperatury (limitowanej wytrzymałością materiałów, z których wykonany jest rdzeń). Z komory reaktora gaz przechodzi do dyszy, gdzie jest przyśpieszany i wyrzucany na zewnątrz, generując ciąg. Część gazu jest odprowadzana przed wejściem do rdzenia i napędza turbopompę. Gaz odlotowy z turbopompy może być odprowadzany w przestrzeń lub pompowany znów do obiegu.

## Zastosowanie
Rakietowe silniki nuklearne byłyby najbardziej przydatne do lotów na duże odległości, gdy trzeba szybko przewieźć ładunek o dużej masie. Załogowy lot na Marsa, przy użyciu dzisiejszych silników na paliwo chemiczne trwałby przy sprzyjającym układzie planet co najmniej około 8 miesięcy. Przy użyciu silnika nuklearnego czas lotu wyniósłby około 100 dni. Zmniejszyłoby to zarówno zapotrzebowanie na żywność i środki podtrzymywania życia, jak też ekspozycję załogi na szkodliwe promieniowanie.
Ze względu na niewielki (w porównaniu do rakiet na paliwo chemiczne) ciąg (37 T w porównaniu do 750 T osiąganych przez silniki spalające paliwo) oraz skażenie promieniotwórcze silnik nuklearny nie byłby używany do startu z Ziemi, a włączany byłby dopiero do odlotu z orbity okołoziemskiej.
Dodatkową korzyścią jest możliwość użycia części energii z reaktora do produkcji energii elektrycznej potrzebnej w czasie lotu oraz po wylądowaniu.